# Ingeborg-Bachmann-Preis 1980
Der Ingeborg-Bachmann-Preis 1980 war der vierte Wettbewerb um den Literaturpreis. Der Lesemarathon fand im Rahmen der Woche der Begegnung im Klagenfurter Stadthaus statt.
Während der Veranstaltung kam es zweimal zum Protest von Teilnehmern gegen die Bedingungen des Wettbewerbs: Jürgen Lodemann forderte in der Verlesung eines Papiers die Abschaffung der Dotierung des Preises. Der Träger des Hauptpreises Sten Nadolny wendete sich ebenfalls kritisch an die Jury und verteilte den Geldpreis unter seinen Mitbewerbern.

## Autoren
- Ursula Adam
- Elisabeth Albertsen
- Margrit Baur
- Hans Christoph Buch
- Margrit von Dach
- Hans Drawe
- Roderich Feldes
- Waltraud Friz
- Anton Fuchs
- Christoph Geiser
- Henning Grunwald
- Martin Grzimek
- Christine Haidegger
- Margarete Jehn
- Anna Jonas
- Hermann Kinder
- Bodo Kirchhoff
- Brigitte Kronauer
- Jürgen Lodemann
- Klaus Merz
- Sten Nadolny
- Edwin Ortmann
- Ingrid Puganigg
- Renate Rasp
- Peter Renz
- Martin Roda Becher
- Peter Roos
- Peter Schalmey

## Juroren
- Humbert Fink
- Ulrich Greiner
- Peter Härtling
- Walter Jens
- Joachim Kaiser
- Günter Kunert
- Adolf Muschg
- Klara Obermüller
- Marcel Reich-Ranicki
- Hilde Spiel
- Ernst Willner

## Preisträger
- Ingeborg-Bachmann-Preis (dotiert mit 100.000 ÖS): Sten Nadolny für „Kopenhagen 1801“, Kapitel aus Die Entdeckung der Langsamkeit
- Sonderpreis der Klagenfurter Jury (dotiert mit 50.000 ÖS): Anna Jonas für „Das Haus der Tante“
- Stipendium der Verleger (dotiert mit 30.000 ÖS): Ingrid Puganigg für „Fasnacht“